# آبشار ایگل (واشینگتن)

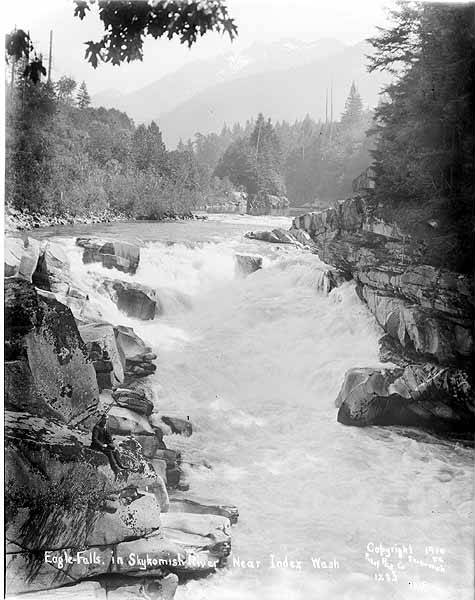
عکس از آبشار ایگل در ایالات متحده آمریکا

آبشار ایگل (واشنگتن) (به انگلیسی: Eagle Falls) آبشاری است که در ایالات متحده آمریکا واقع شده و ارتفاع کلی ریزشگاه آن ۲۵ پا (۸ متر) است.